# Květnatá louka (zahradnictví)

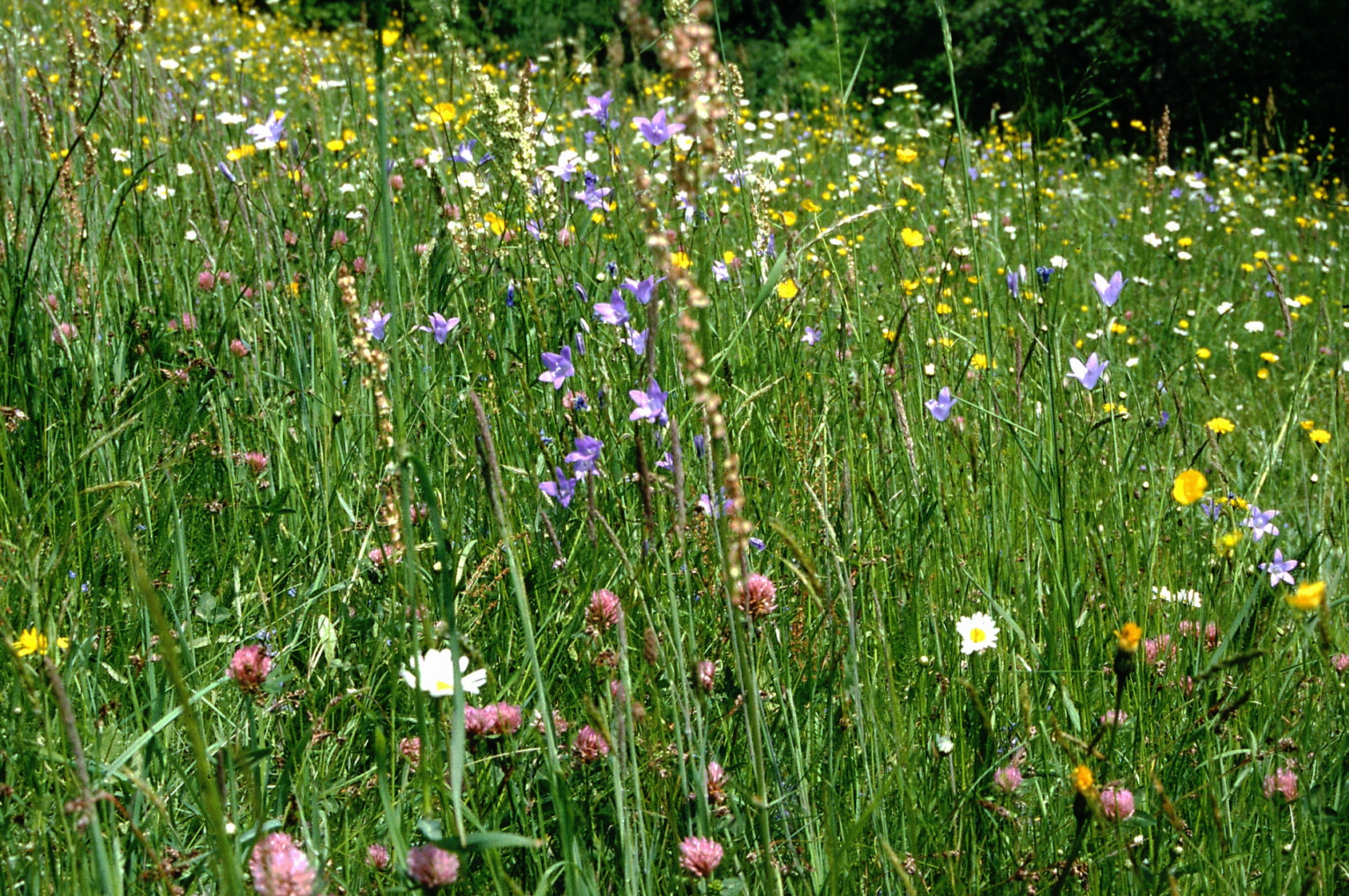

Květnatá louka je termín označující v zahradnictví druhově pestrý trávník, méně intenzivně udržovaný než běžné trávníky. Ve stejném významu je používáno označení květinový trávník. Květnatá louka může napodobovat přirozená společenství bylin. Dodává zahradě snadno eleganci, kouzlo venkova nebo přirozenost přírody. Úprava označovaná jako květnatá louka zahrnuje širokou paletu kombinací druhů především s ohledem na podmínky stanoviště a účel. Odlišné složení tak vyžaduje obvykle odlišné ošetřování a tak i důkladnější znalost problematiky pícninářství, pedologie a fytocenologie.
V jiných případech nenapodobuje přirozená společenství bylin a účelem je vytvořit prostor s porostem kvetoucích rostlin, jehož je louka pouze estetickým vzorem. Jde o stylizaci louky. V takových případech jde zejména o směs s okrasnými rostlinami a zahradními varietami.
Bohatě kvetoucí louku nelze rychle založit z běžného trávníku pouhým omezením počtu pokosů, je třeba delší doby. Neúspěšná může být i snaha dosít trávník směsí semen pro květnaté louky. Obvykle je doporučováno založit trávník zcela znovu. Lze očekávat, že zcela výjimečnou funkci mohou mít květnaté trávníky ve veřejné zeleni.
„Květnatá louka“ je dle ČSN 839 001 původní přirozený, záměrně založený nebo přísevem upravený travnatý porost s výrazným podílem dvouděložných bylin. Nepřesná terminologie v praxi způsobuje nedorozumění mezi zákazníkem a zahradním architektem.
Zcela adekvátní alternativou trávníku planě kvetoucích druhů lze dosázet do trávníku otužilé zahradní trvalky vhodné z hlediska růstu a souladu termínu kvetení a plánovaného pokosu, takové, které jsou přirozeně schopné se samy šířit. Takto upravené plochy, květinové záhony, lze snadno vytvořit.

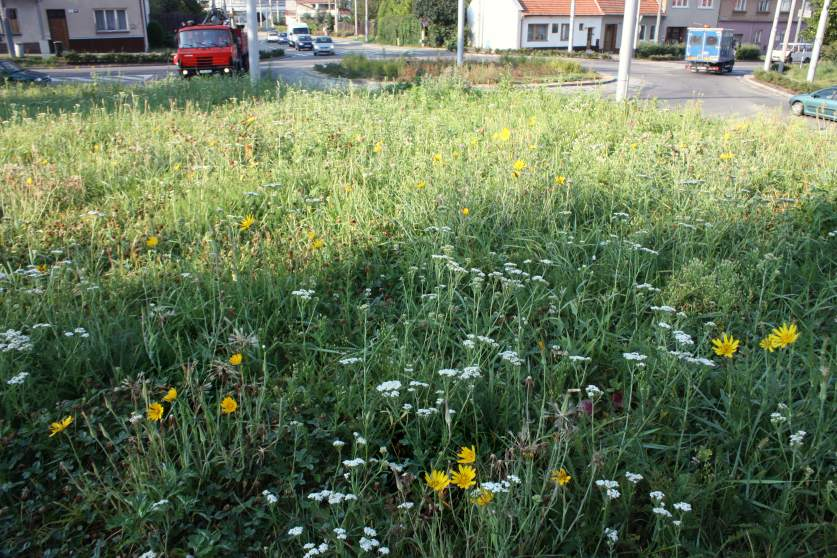
Méně často kosená louka, veřejná zeleň

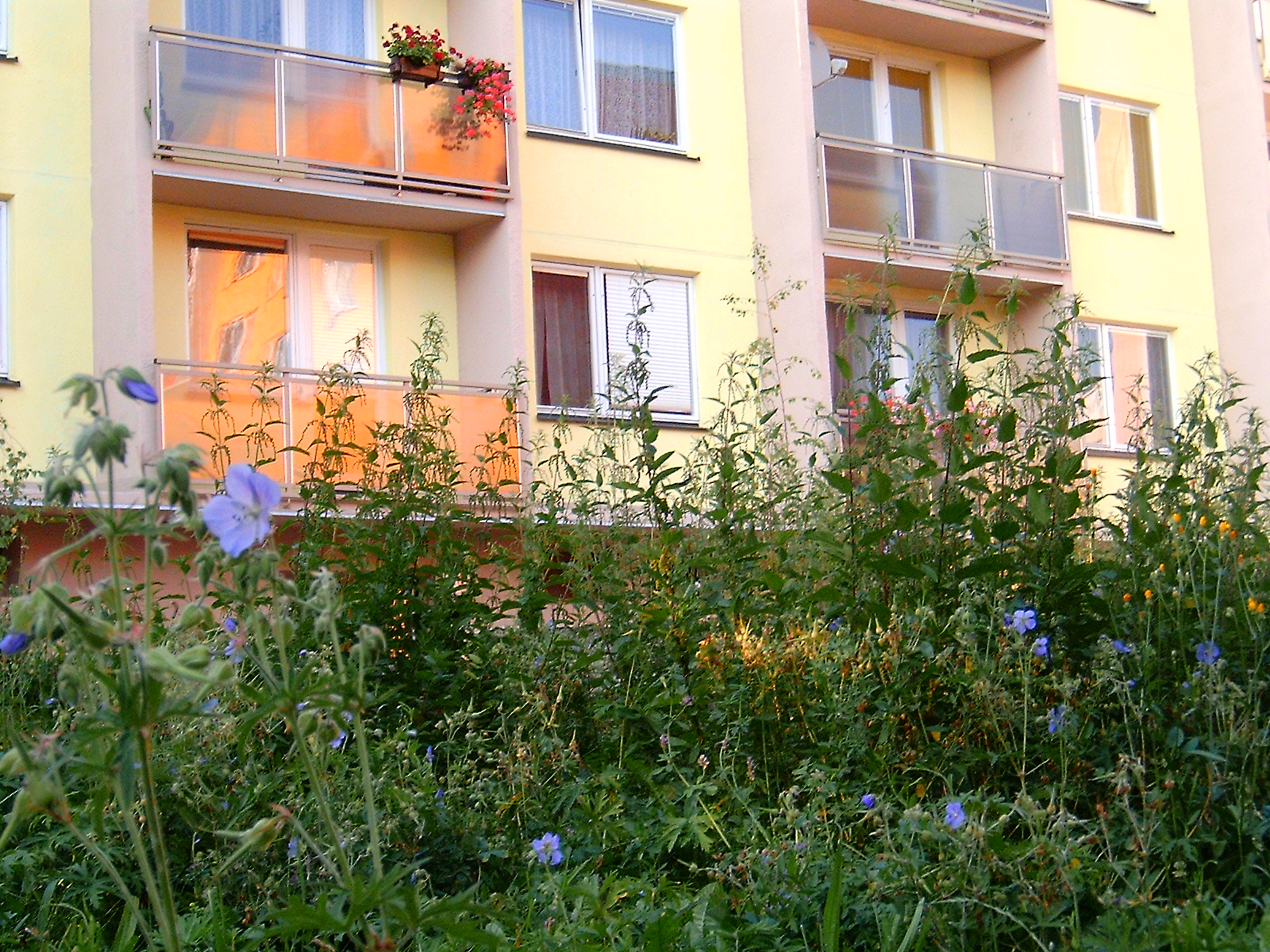
Trávník veřejné zeleně po vynechání prvního pokosu

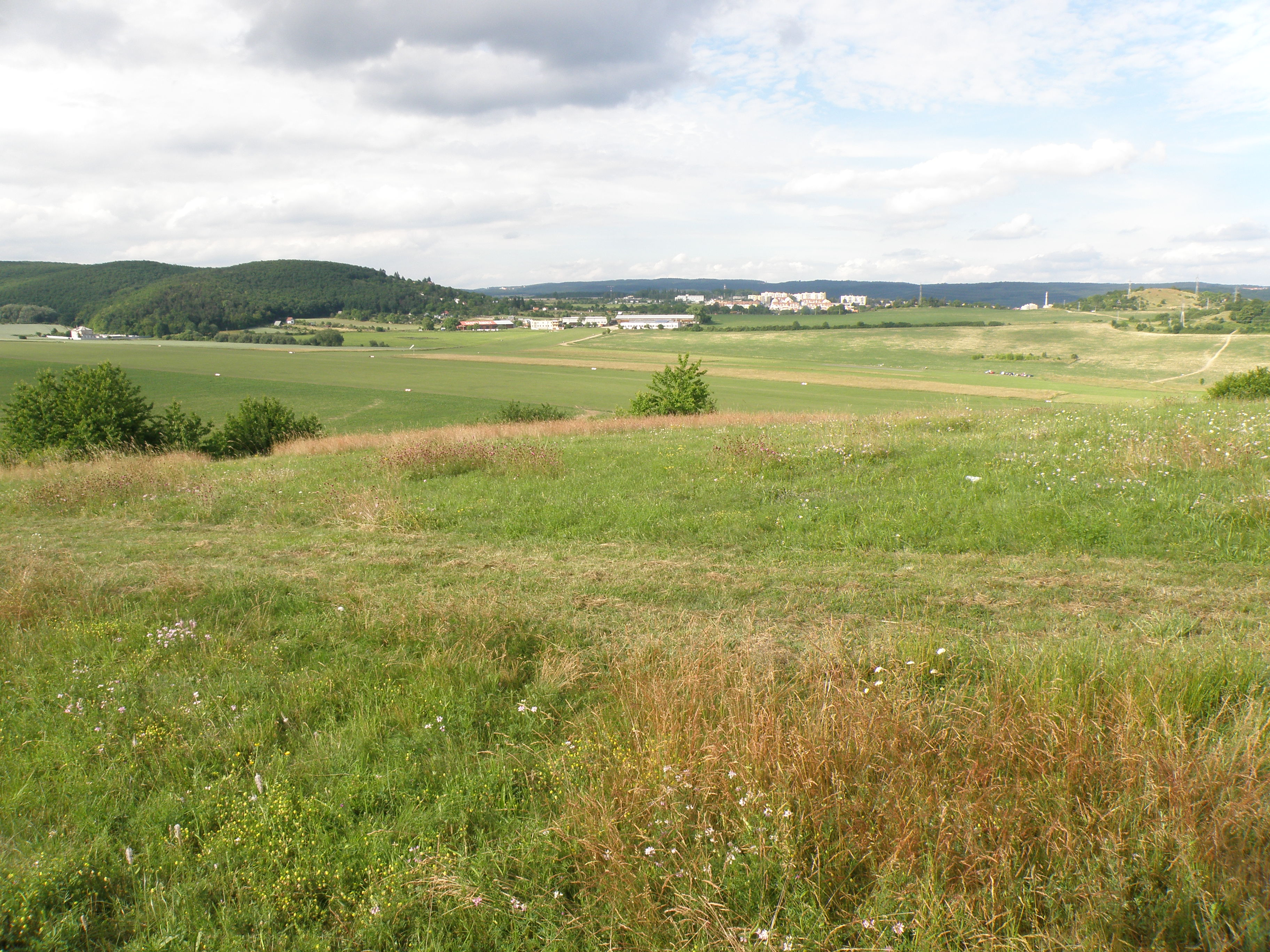
Kosení květnaté louky postupně, v pásech.

## Historie
Květnatá louka není novým vynálezem ani ekologickým experimentem. Ačkoliv byly vždy šlechtické rody a duchovní, kteří si mohli dovolit lány dokonale střižených trávníků a pásy květin k obzoru, tak pečlivě udržované zahrady se záhony a živými ploty obvykle přecházely v méně udržované trávníky a volně rostoucí keře s kvetoucími loukami. Takové úpravy jsou popisovány už od dob baroka. Intenzivně udržované plochy byly vždy logicky v okolí sídel a frekventovaných cest. V období zakládání anglických parků byly louky kosené na seno zcela přirozenou součástí kompozice.
Ve 20. století se louky mění vlivem používání hnojiv, kdy bylo cílem získat množství zelené hmoty. Louky ovládly rychle rostoucí traviny.
V období 20. století rovněž dochází ke zmenšováním zahrad, které jsou ovšem často intenzivně udržovány. Trávníky ale zůstávají loukami s již od jara kvetoucími bylinami. Na konci 20. století soupeří protisměrné tendence. Móda vlastnit dokonale udržovaný trávník a převládající snaha zachovat poetické květinové trávníky pro včely a snadnou údržbu. V severní Evropě posiluje tendence šířit květinové trávníky, přirozeně vypadající kompozice. Na podobné úsilí Jense Jensena v USA navazuje v Evropě a Severní Americe Piet Oudolf. Přesto místo šíření kvetoucích trávníků plných kvetoucího „plevele“ podlehla v ČR módě chemicky a strojně udržovaných trávníků už na přelomu druhého a třetího tisíciletí.
Vlivem zvýšeného používání minerálních hnojiv, pesticidů v zemědělství a zalesňování převážně smrkovými monokulturami v lesnictví došlo k úbytku druhové rozmanitosti porostů. Rovněž je kritizováno u mnoha objektů nadměrné sečení rotačními sekačkami, jež rovněž vede k úbytku květnatých druhů, jež nestačí vysemenit. V některých lokalitách je pravidelná údržba pokosem vyžadována. Úbytek kvetoucích luk je důvodem stoupající obliby kvetoucích lučních společenstev a oceňování i méně nápadných přirozených kombinací v zahradní architektuře.
V první dekádě 21. století je zřejmé pronikání módní vlny kvetoucích trávníků do ČR, móda je bez hlubších znalostí problematiky podporována médii, ale potýká se i s nezájmem konzervativních obyvatel. Odborné literatury na dané téma je nedostatek a i existující spisky v češtině mnohdy zápasí nejen s kvalitou, ale místy i povrchními znalostmi tematiky. Podobně jako v ČR i v anglicky mluvících zemích se v médiích objevují lákavé a romantické fotografie rozkvetlé louky se zavádějícími nebo nedostatečnými informacemi.
V zemích za hranicemi ČR se zabývá šlechtěním a výzkumem osiv květnatých luk například Sheffieldská univerzita. Preferuje ovšem zahradní a nepůvodní esteticky výrazné druhy před původními druhy, jak je tomu v ČR. Často jsou používány směsi divokých květin amerických prérií. Letničkové, ale i trvalkové směsi firmy Pictorial Meadows byly použity i v úpravě zeleně na olympijských hrách v olympijském parku a oceňovány návštěvníky. Technologie zakládání a úprav květnatých luk je zatím stále vyvíjeno a vylepšováno i co se týče skladby osiv, ale podobě je tomu i u klasických trávníků.
Ačkoliv v druhé dekádě 21. století převládá móda nízko kosených dokonalých rovných trávníků, oba směry, tedy jak pravidelně kosené, tak květnaté trávníky jsou v ČR jako rovnocenné estetické alternativy.

## Popis
Louka je termín označující společenství různých druhů trav, jetelovin a bylin. Louka je buď vytvořena uměle, nebo vzniká přirozeně. Příkladem přirozených luk jsou stepi, alpské louky nebo zaplavované louky na vlhčích pozemcích, nejčastěji v blízkosti vodních toků. V zemědělské praxi je termín „louka“ chápán jednoznačně jako udržovaná produkční plocha.
V zahradnické praxi se lze setkat se čtyřmi (nebo třemi) základními přístupy k pěstování které vytváří pomocí různých technologií různá prostředí.

### Květnatá louka jako směs původních nebo nešlechtěných bylin
Květnatá louka je v zahradní architektuře označení pro druhově pestrý porost používaný jako prvek kompozice. Nicméně v botanice, v fytocenologii a geobotanice je někdy termín květnaté louky používán jako označení pro rostlinná společenství (květnaté louky v Bílých Karpatech). Ačkoliv si tedy laik představí pod pojmem bohatě kvetoucí porosty, může být květnatou loukou druhově pestrý porost který je ovšem vhodným doplňkem kompozice zahrady nebo má (podle přání majitele) jinou úlohu v zahradě. Označení druhově pestrý porost pak může vyjadřovat jakékoliv společenstvo, které je druhově bohaté, včetně lesních porostů.
Vzorem porostů, které lze v podmínkách ČR označit jako květnatou louku, mohou být dle katalogu biotopů:
- Mezofilní ovsíkové louky
- Horské trojštětové louky
- Poháňkové pastviny
- Aluviální psárkové louky
- Vlhké pcháčové louky
- Vlhká tužebníková lada
- Střídavě vlhké bezkolencové louky
- Podhorské a horské smilkové trávníky
- Skalní trávníky s kostřavou sivou
- Úzkolisté suché trávníky
- Širokolisté suché trávníky
- Acidofilní suché trávníky
- Suché bylinné lemy
- Mezofilní bylinné lemy
- Acidofilní trávníky mělkých půd
- Intenzivně obhospodařované louky

Nicméně inspirací nebo vzorem květnaté louky mohou být i stepi nebo prérie.
Květnaté louky tak mohou vytvářet po úpravě přírodě podobné plochy, jejichž trvanlivost však bude záviset na podmínkách stanoviště a údržbě. Může být v daném prostředí přirozeně málo nebo velmi náročná na údržbu. Tato vlastnost se odvíjí od více faktorů.
V zahradní kompozici je termín květnatá louka vágním vyjádření a pro předcházení nedorozumění mezi zadavatelem a zhotovitelem je vhodné ozřejmit složení a poměr složek směsi. Cíle, kterých chce krajinářský architekt v kompozici použitím konkrétní úpravy dosáhnout nemusí být bez těchto údajů zřejmé. Velice cenné druhově pestré společenstvo, totiž jinými lidmi vnímán jako zaplevelená neudržovaná plocha, která do krajiny nebo veřejné zeleně nepatří. Široká paleta možností a požadavků zahradní architektury znesnadňuje přesné systematické zařazení kombinací složek (druhy semen, procentuální obsah v osivu) květnaté louky.

#### Proměnlivost druhů ve skladbě bylin
Půda pozemku musí být chudá na živiny, na úrodných půdách často dochází k problémům s konkurencí plevelů ale i vzájemnou konkurencí vysetých druhů.  Současně je třeba pochopit, že většina přirozených travních porostů se vyznačuje velkou proměnlivostí druhového složení. Skladba porostu se mění s ohledem na vlivy na stanovišti, včetně vlivu údržby. Stabilitou se vyznačují stanoviště s menší druhovou skladbou a nižší vzájemnou konkurencí druhů. Změny druhové skladby mohou být sezónní, každoroční, cyklické i trvalé. Požadavky na vysoký počet rostlinných druhů na stanovišti, zachování zvolených druhů, tzn. sladěnou, déletrvající a střídavou barevnost porostu, nebo jiné využití vyžadují tak odbornou údržbu.

#### Důvody neúspěchu
Pěstování květnatých luk tohoto druhu je tak náročné, že není některými odborníky ani na běžných půdách doporučováno a to ani ve směsi se zahradními bylinami, tak jak jsou některé směsi semen připravovány, Podle zkušeností tyto směsi nemusí být vůbec efektivním způsobem založení květnaté louky, jsou považovány za plýtvání penězi. Vytrvalé byliny podle těchto připomínek mnohem pomaleji rostou než pěstované směsi letniček. Může dokonce trvat více než jednu zimu trvat než vyklíčí ze semen, a pak několik let trvá než vyrostou.
K založení květnatých luk jsou ale používány i směsi i výrazných jednoletých plevelů citlivých na herbicidy. Takové směsi obvykle obsahují druhy jako vlčí mák, chrpa polní nebo zlateň osenní a jejich pěstování je obvykle úspěšné a kvetení už první rokem bezproblémové.

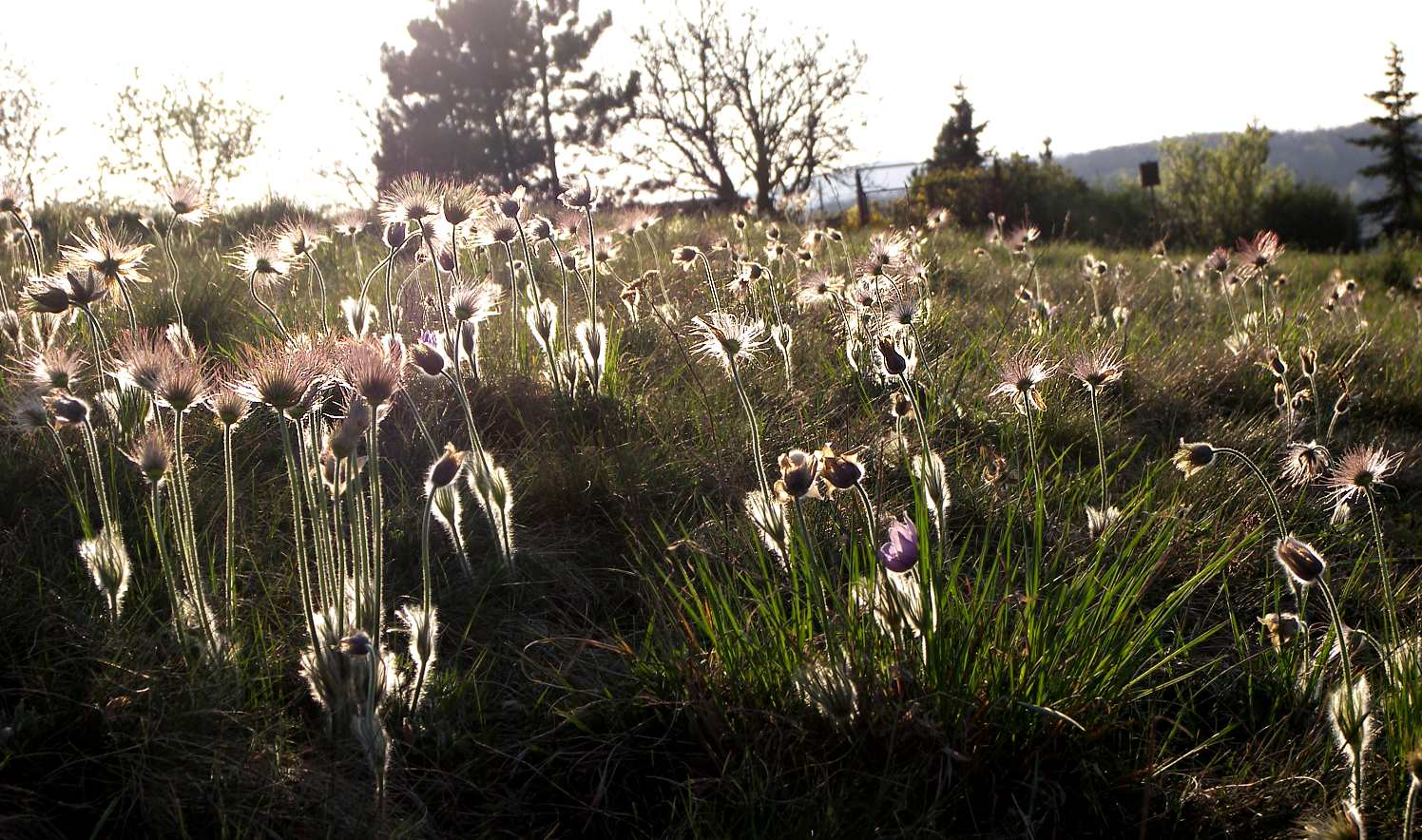
Plodící koniklece na jednou ročně kosené louce se suchobytnou květenou.
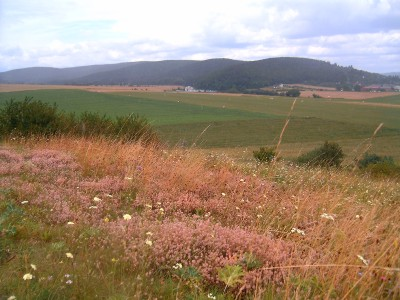
Travinobylinné společenstvo úzkolistých a širokolistých suchých trávníků
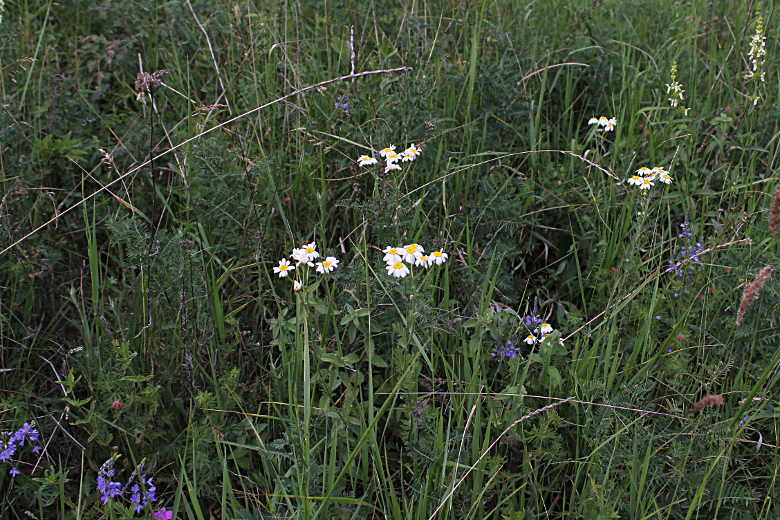
Druhově bohatá louka na vápenci
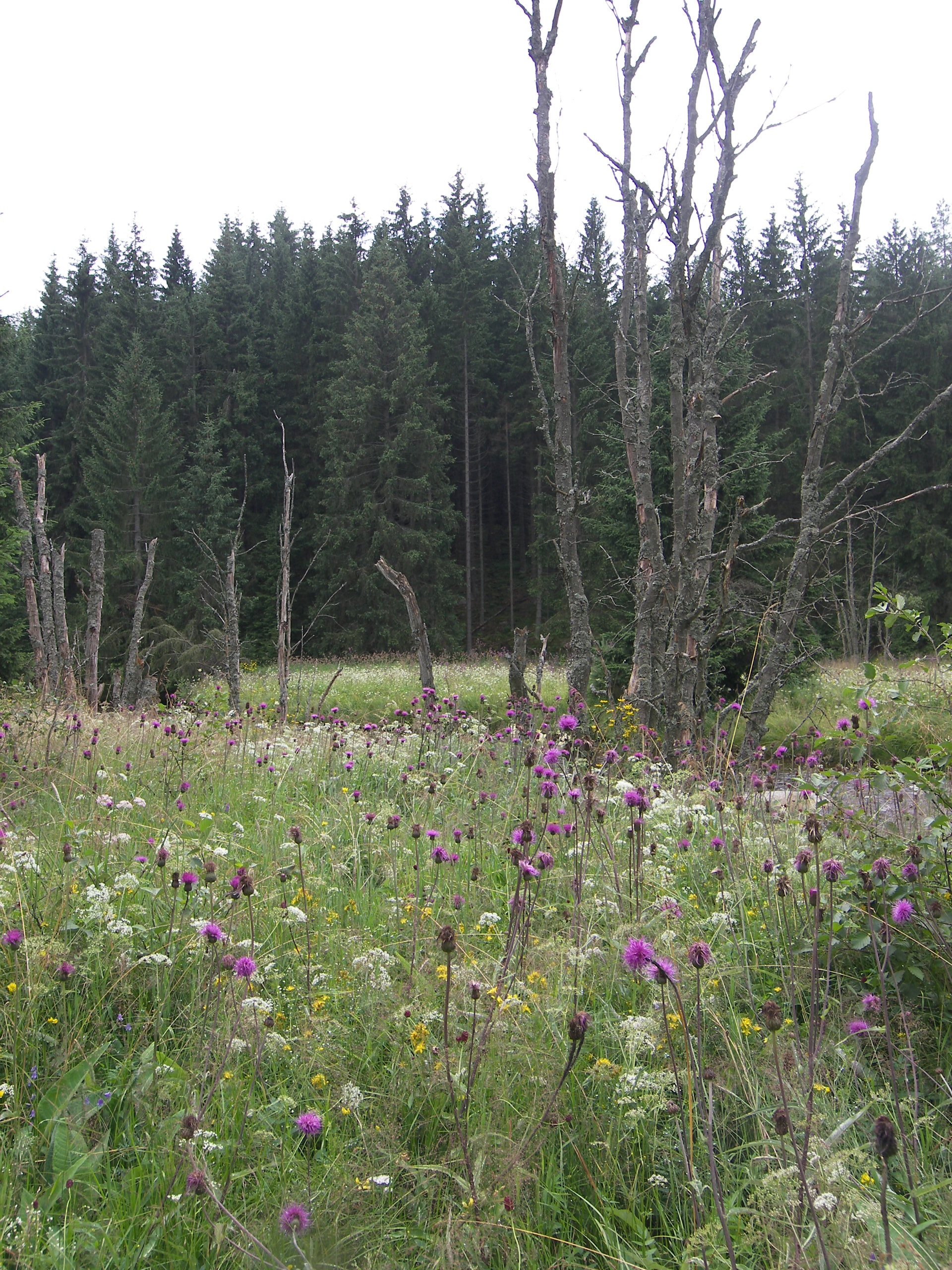
Vlhké pcháčové louky
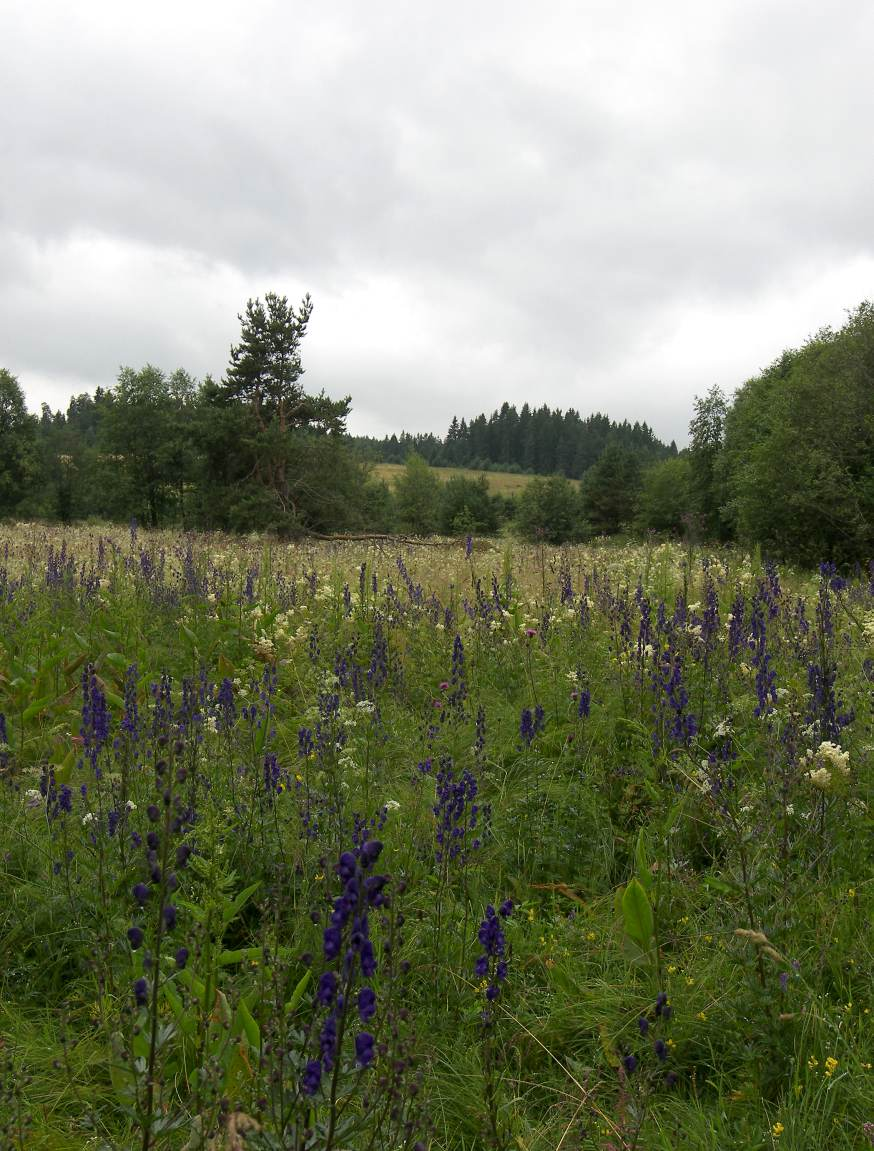
Vlhká louka s omějem
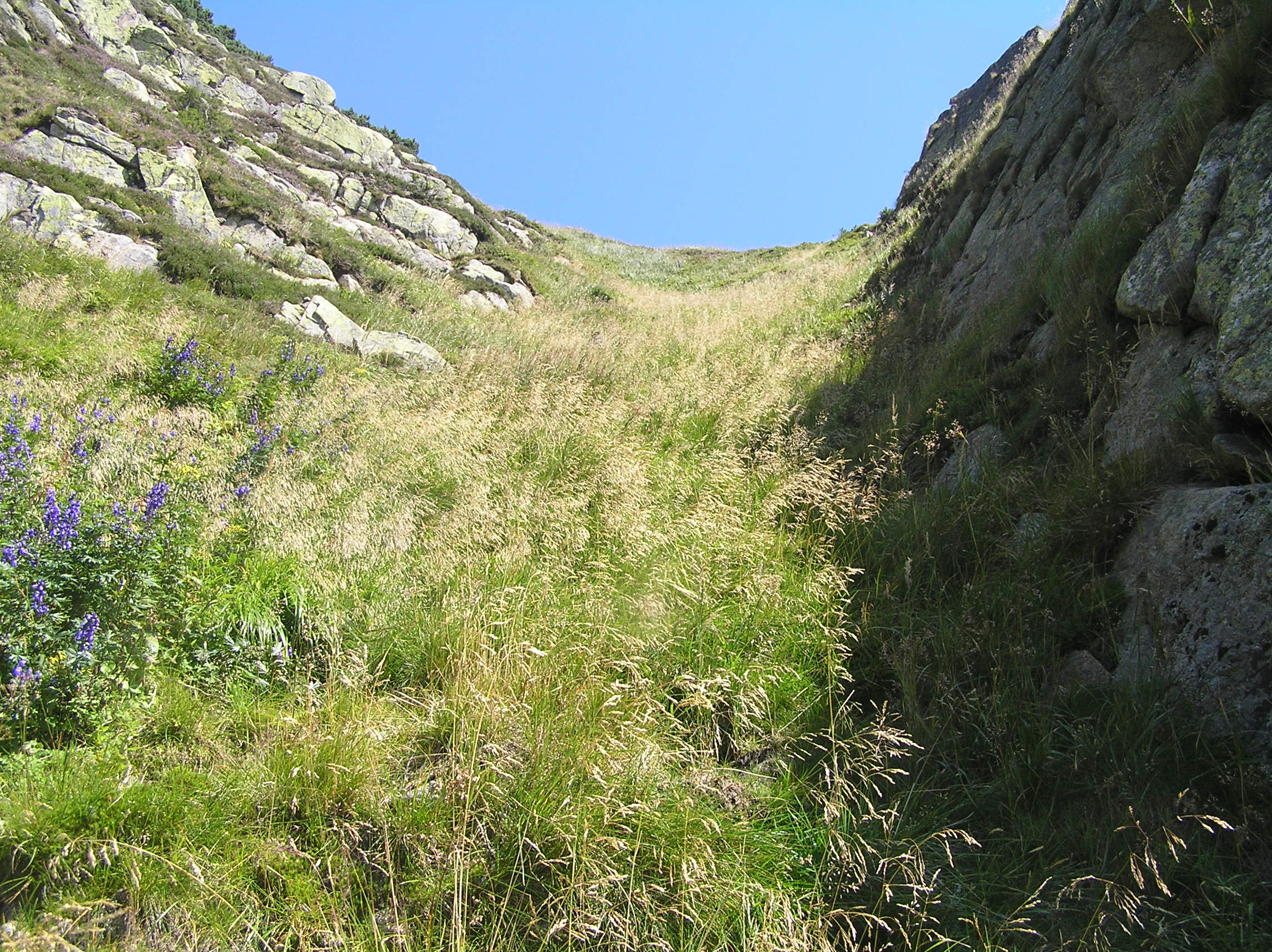
Podhorské a horské trávníky

### Květnatá louka jako směs zahradních rostlin
Je nejjednodušší na založení, je založena výsevem barevných letniček nebo trvalek.
Během prvního roku po výsevu, s ohledem na nutné častější pokosy nesplní květnatá louka s trvalkovými druhy očekávání, nijak výrazně nepokvete. Vytrvalé rostliny potřebují jistou dobu než se na stanovišti rozrostou. Nicméně některé směsi prodávané Pictorial meadows, jež se vysévají na jaře (březen, duben, květen) jsou vytvořeny tak, aby kvetly do 8 týdnů od vysetí. Na rozdíl od trvalkových lučních směsí jsou připraveny jako směs s letničkovými druhy. Jeden druh v mixu tak začne odkvétat a je nahrazen jiným, aby pokračovalo kvetení do pozdního podzimu. Uvedená směs podle výrobce je navíc vhodná do všech typů půd.
Některé směsi zahradních květin jsou obvykle složeny z rychle rostoucích letniček nebo přezimujících letniček (ozimy). Kvetou celou sezónu, ale nemají na stanovišti přetrvávat, uhynou přes zimu. Na podzim nebo v zimě má být pozemek zkultivován. Lze o nich hovořit jako o zvláštním typu květinových záhonů.
V některých případech firmy prodávající osivo kombinují semena letniček a trvalek s trávami. Takové směsi jsou po pokosu ochuzeny o letničkové druhy, nebo je třeba pokos provádět až po vysemenění letniček. Traviny v těchto směsích proto musí být slabě rostoucí. 

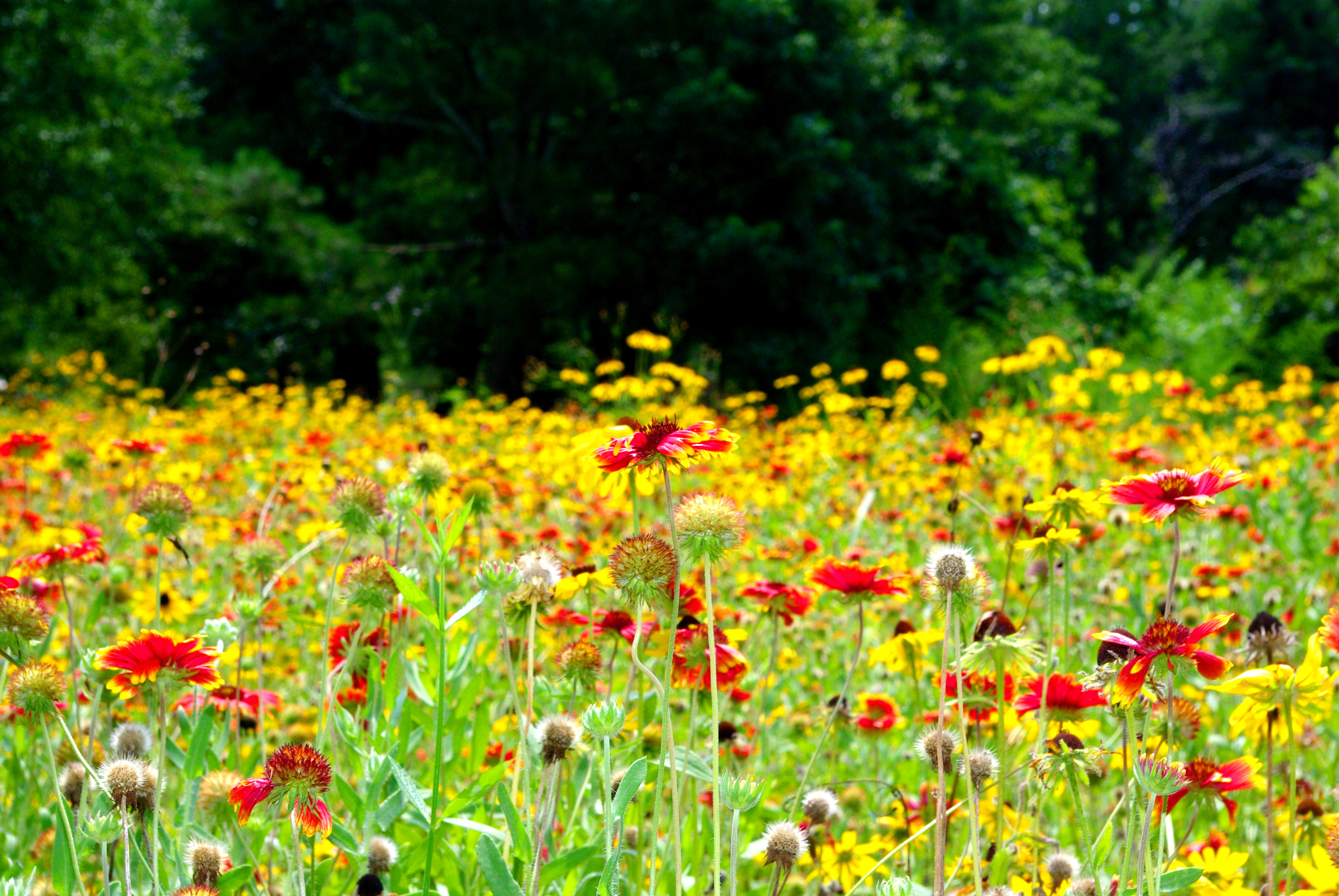
Květnatá louka v Jižní Karolíně, v zábavním parku Cypress Gardens.
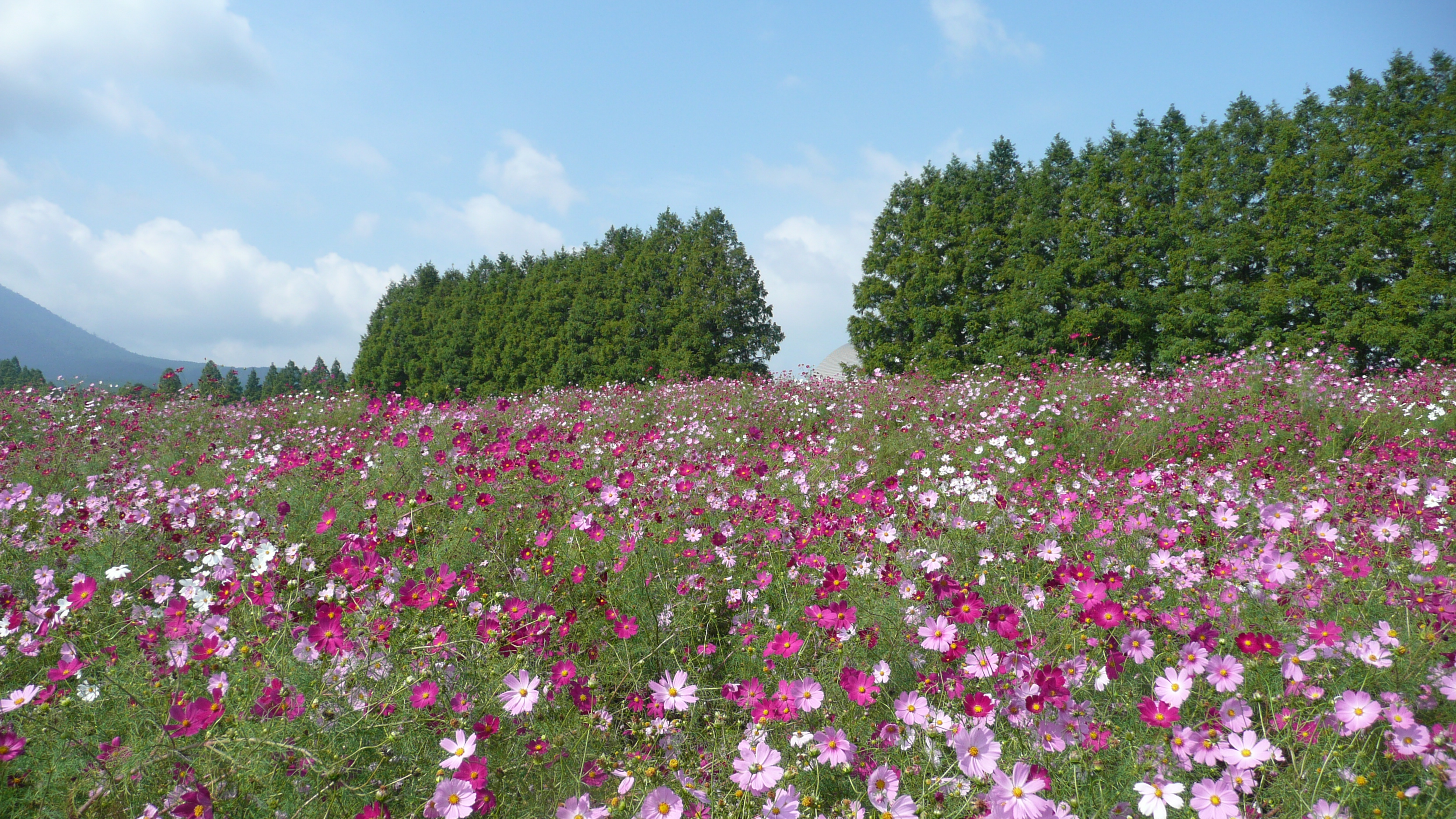
Květnatá louka s krásenkou zpeřenou v Ikoma Plateau
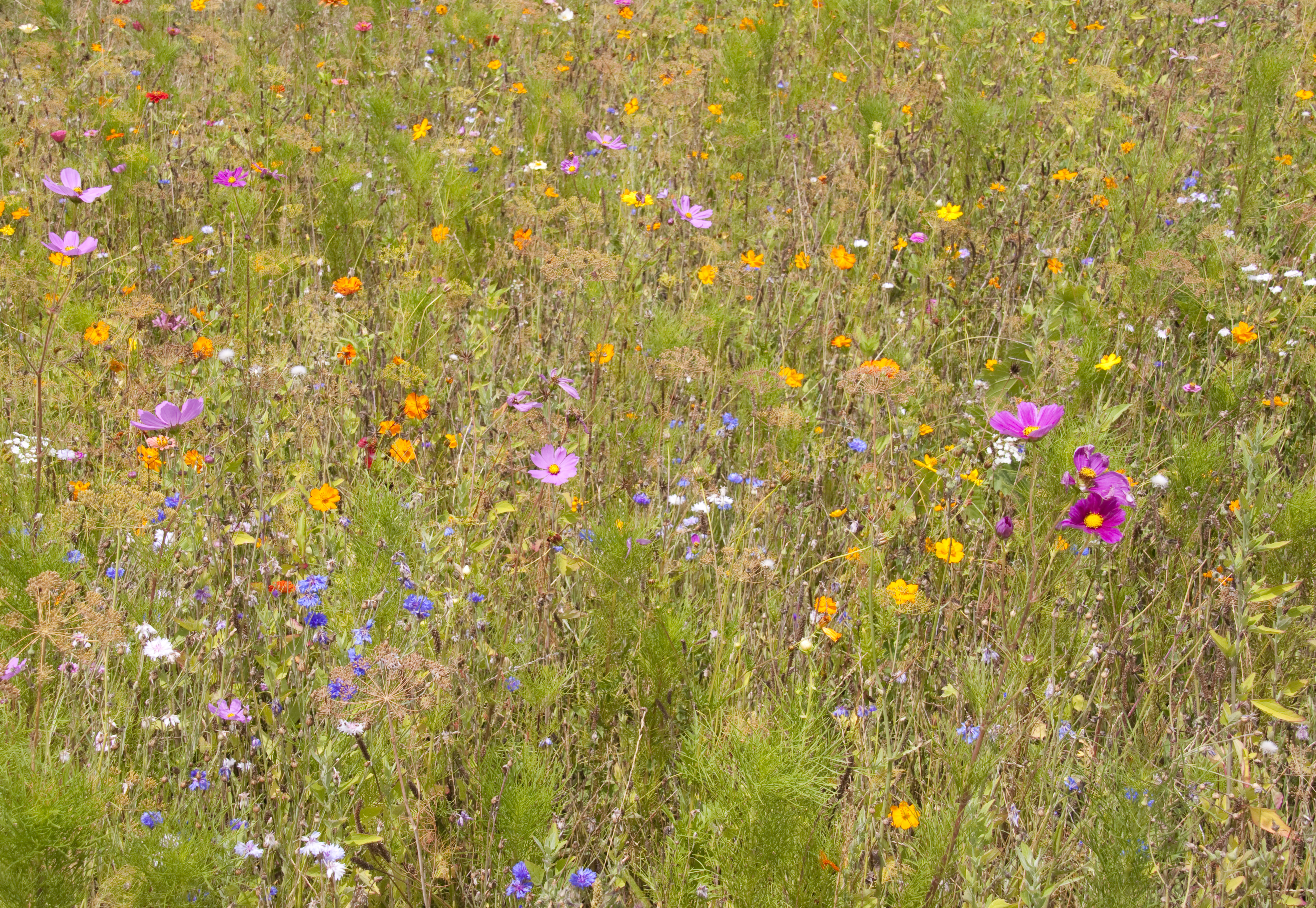
Květnatá louka ve Velké Británii
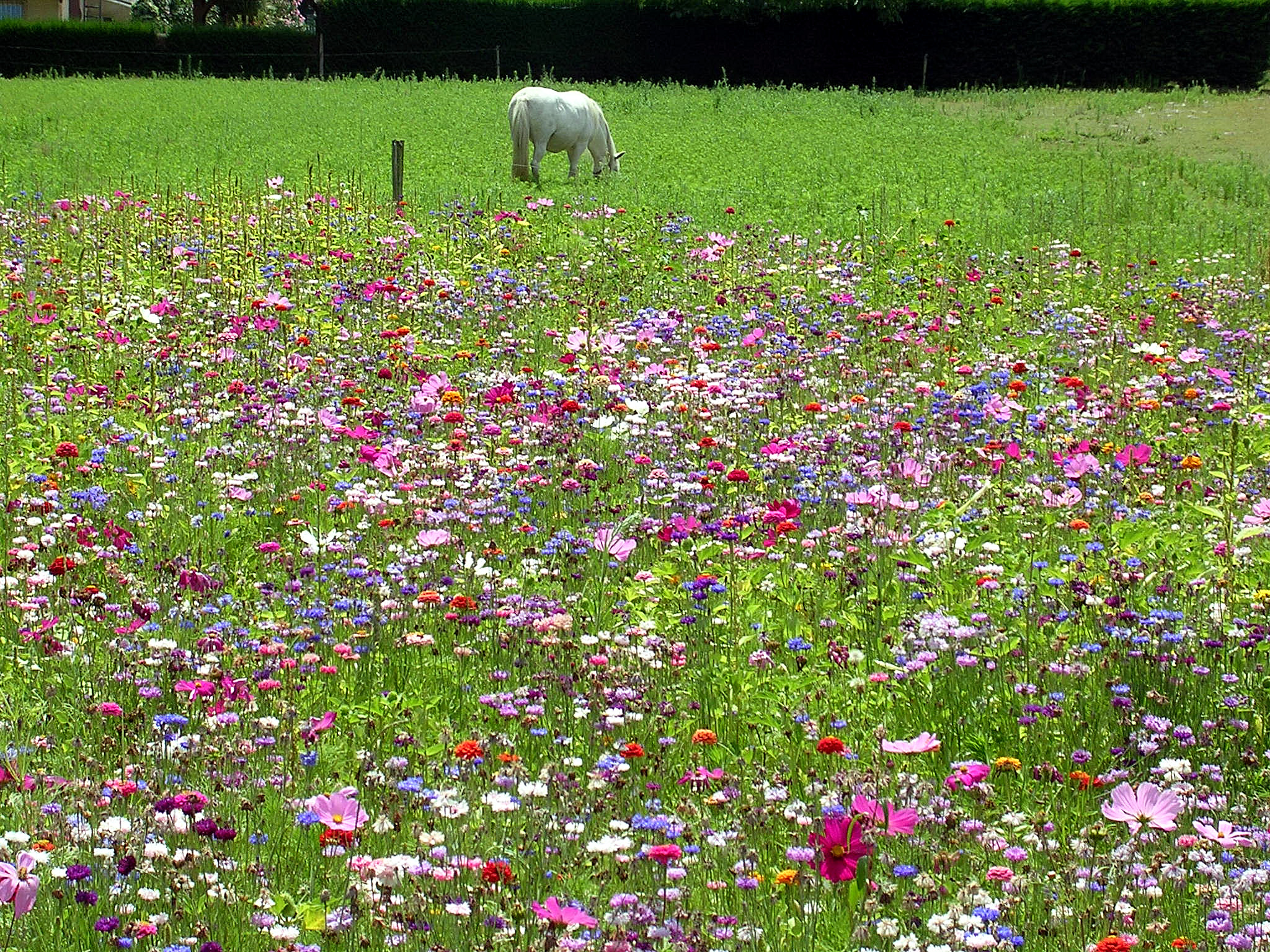
Květnatá louka (pastvina upravená jako louka nechaná „ladem“)
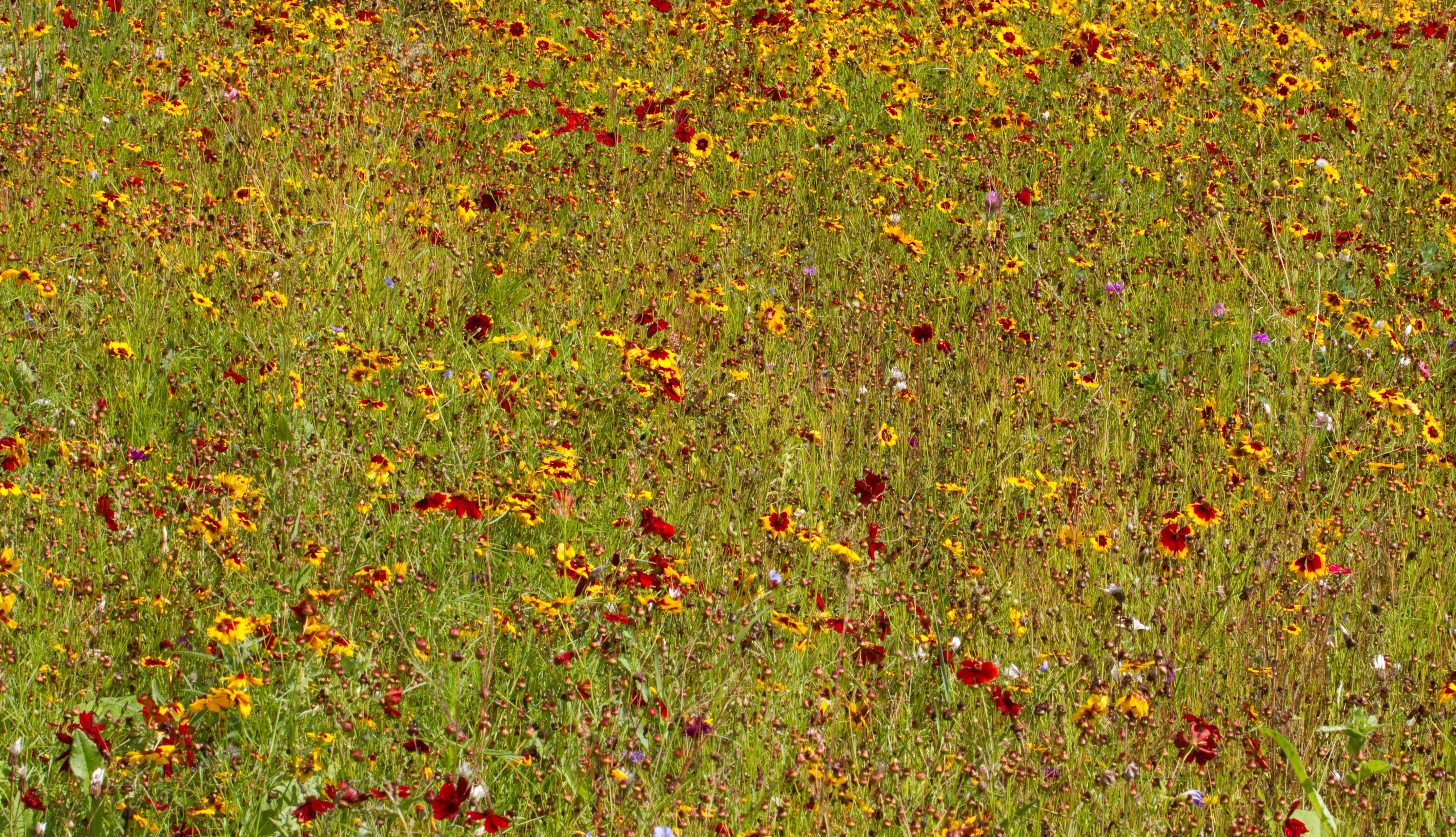
Květnatá louka ve WWT London Wetland Centre
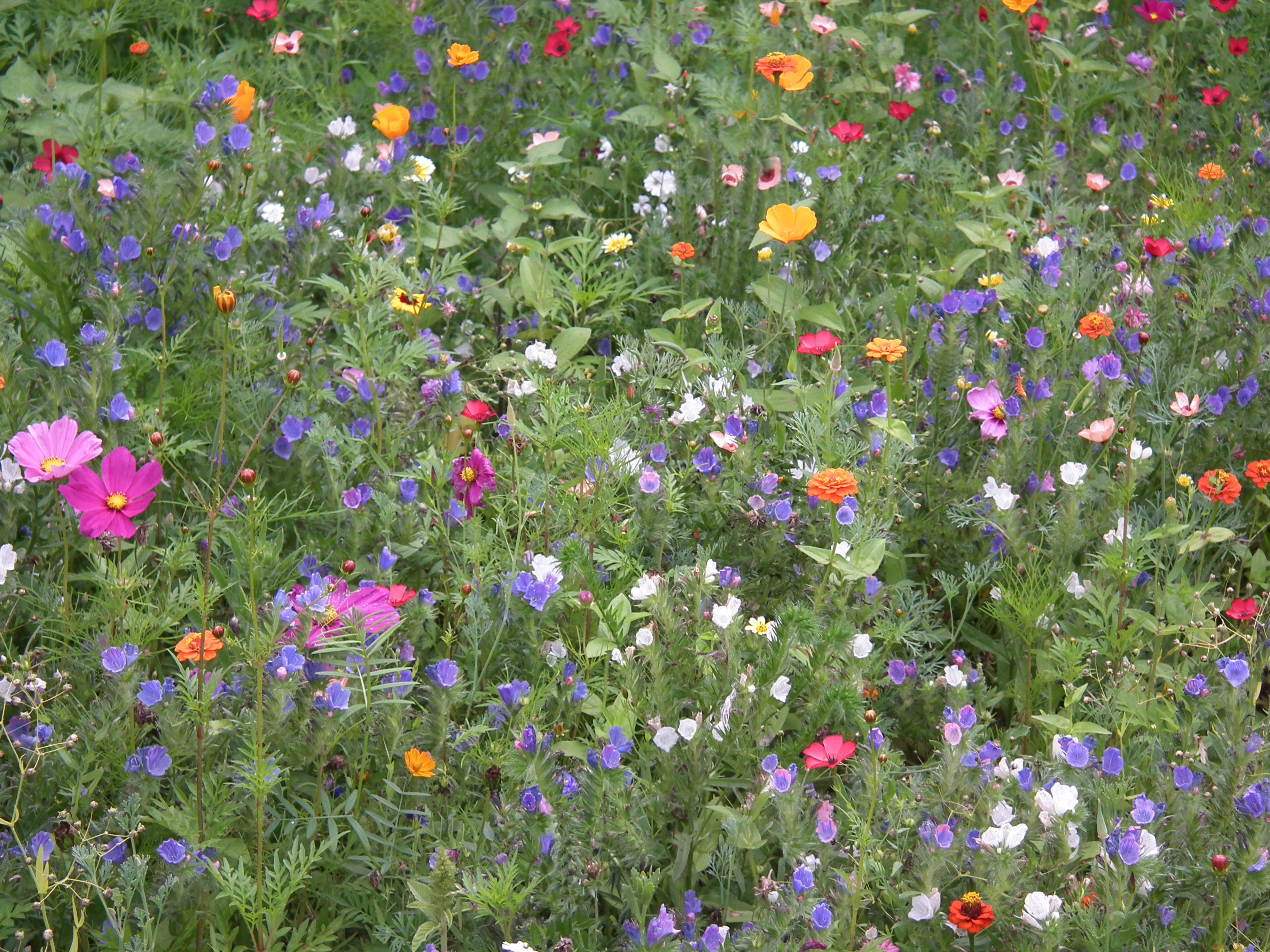
Květinová louka v Heidelbergu.

### Nízko kosené květnaté trávníky
Nízko kosené květnaté trávníky jsou vlastně moderní obdobou spásaných luk a jsou svým vzhledem blízké k zapleveleným trávníkům. Obvyklými bylinami jsou štírovník, sedmikráska chudobka, pampeliška lékařská, zběhovec plazivý, černohlávek obecný, pryskyřník, jitrocel, vikve, čičorečka pestrá, jetel. Významnou výhodou je použití takového porostu stejně jako koseného trávníku, nebo snadné dočasné otestování možnosti použít takový porost snížením četnosti a zvýšením výšky pokosu. Půda pozemku musí být chudá na živiny aby nedošlo k vytlačení výrazně kvetoucích druhů travinami nebo zaplevelení nitrofilními druhy plevele. Tento druh květnaté louky rovněž není vhodné mulčovat, nebo kosit bez sběru.

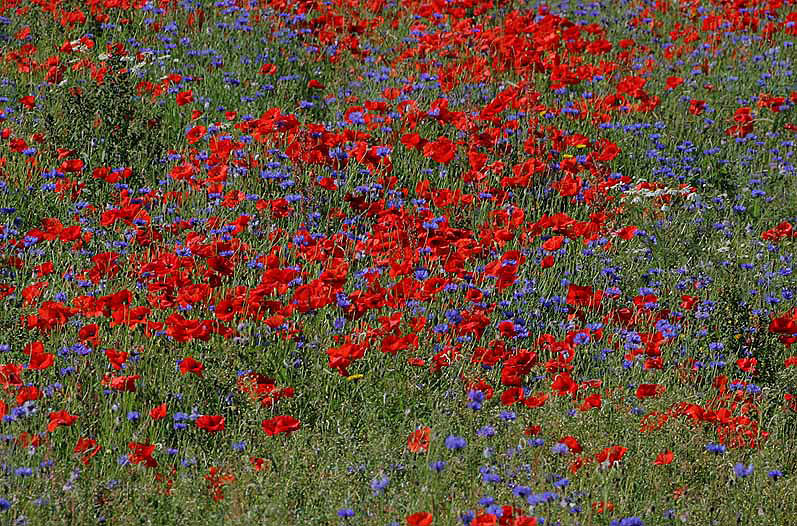
Motýlí louka určená na podporu hmyzu ve Vane Farm v Loch Leven, Skotsko.

### Motýlí louka
Termínem motýlí louka je označován trávník, květnatá louka, která je určena pro volný vývoj a rozmnožování hmyzu. Taková plocha je kosena na konci sezóny nebo vůbec. Pokos jedenkrát ročně na podzim podle některých zdrojů zajišťuje, že se květiny budou množit a v dalších letech budou louky pestřejší. Inspirací k zakládání takových ploch je podle některých tvrzení i fakt že ve městech chybí neposečené plochy což ztěžuje vývoj hmyzu.
„Pole s pšenicí a bramborami i louky jsou intenzivně, dokonce až třikrát ročně, sekané. Tyto lokality neskýtají životní prostor téměř pro nic,“ prohlásil zástupce vedoucího Správy CHKO Český ráj Aleš Hoření. Podle jiných názorů je důvodem k nepříznivému prostředí pro hmyz na polích ovšem především používání pesticidů a další technologie údržby, nebo rozsah zemědělstvím obdělávaného území, spíše než kosení. V uplynulém století 18 druhů motýlů v ČR zcela vyhynulo, další jsou vedeny jako ohrožené druhy. Mimo motýlů během posledních desetiletí z území ČR vymizelo asi dva až tři tisíce druhů dalšího hmyzu.
Motýlí louky se udržují jednou ročně. Během vegetace je doporučen pokos v pruzích, kdy jsou pásy ponechávány nepokoseny, nikoliv pokosením celé plochy současně. Jinak je pokos plochy je doporučován buď na konci roku nebo v předjaří. Nedoporučuje se mulčování, pokosená tráva má být shrabána a odstraněna.

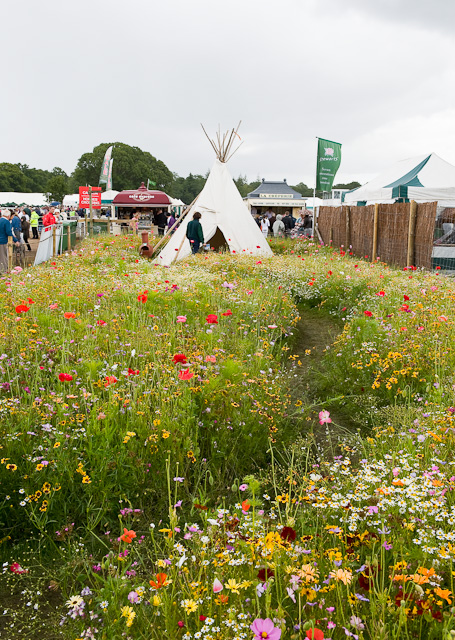
Použití chodníku v květnaté louce.

## Vhodnost použití
Řada studií, které se zaměřili na výhody květnatých luk v městském urbanistickém prostředí potvrzuje mnohé zdravotní (psychické i fyzické), estetické (obdivování kolemjdoucími), rekreační (sport, piknik, trávení volného času) a ekologické benefity (květy jako zdroj nektaru a pylu pro mnoho opylovačů). Na první pohled se může zdát, že sezení ve vysoké trávě je méně praktické, studie však potvrzují, že lidé vnímají květnaté louky či záhony velmi pozitivně a sezení ve vysoké trávě či květnatém porostu většině návštěvníkům vůbec nepřekáží.
Květnaté louky mohou být dekorativní součástí zahrady. Obvykle je nejdůležitější z estetického hlediska, aby odpovídala charakteru celé zahrady a stanoviště, uspořádání kompozice, a to i z hlediska umístění tohoto prvku. Různé směsi bylin vyžadují stanoviště s různými vlastnostmi půdy, vlhkostí i oslunění. Tyto faktory je třeba vzít v úvahu. Nároky na péči jsou u krajinných trávníků velmi malé až střední, ale ve zvláštních případech až velmi vysoké.
Velmi významné je uvážení jejich použití. V místech intenzivního pohybu osob, v místech určených přímo pro odpočinek a hry nejsou vždy ideálním porostem s ohledem na náchylnost k poléhání a sešlapávání. Je třeba uvážit, že jde o druh trvalkového záhonu a některé směsi vyšších kvetoucích trvalek snáší hůře dlouhodobou nebo častou zátěž. Lze však použít směsi bylin, které zátěž snesou lépe nebo vymezit intenzivně zatížené plochy a tyto udržovat pravidelněji pokosem.
Květnaté louky mohou plnit úspěšně funkci ochrany proti erozi.

## Význam složení květnatých luk
K výsevům jsou používány vícedruhové směsi které se skládají z druhů které lze zařadit do následujících skupin, jež spojují některé typické vlastnosti.

### Bobovité (jeteloviny)
Bobovité jsou rostliny se symbiotickými bakteriemi, jež vážou vzdušný dusík a bobovité tak tvoří množství zelené hmoty. Mohou tak na stanovišti vytlačovat jiné druhy. Mezi velmi agresivní druhy patří především jetel plazivý (Trifolium repens). Nicméně jde o druhy, které výrazně kvetou, jsou medonosné a i agresivnější druhy v jednoduchých směsích s travinami jsou výrazným obohacením.

### Traviny
Poměrně rychle klíčí. Některé druhy se šíří agresivně výběžky, jiné tvoří celistvé trsy. S ohledem na vysoké konkurenční schopnosti jsou do květnatých luk vhodné druhy s pomalejším růstem.

### Letničkové, trvalkové, smíšené květnaté louky
Letničky jsou druhy, které přežívají nepříznivé období roku ve formě semen. Každoročně se šíří samovýsevem. Dvouletky tvoří květy jednou za dva roky. Nevhodnou technologií údržby lze tyto druhy výrazně omezit nebo zcela ztratit. Trvalky jsou vytrvalé nebo víceleté byliny, jež jsou ve směsi s travinami používány v kompozici jako vytrvalý trávník.

#### Letničky
Výsev jednoletých bylin je snadným způsobem jak rychle získat kvetoucí porost. Výhodami směsi letniček je rovněž možnost každoročně měnit vzhled úpravy, snižovat zaplevelení kultivací půdy (po sezóně), a omezení potřeby pokosů porostu na jeden, po sezóně. Některé druhy letniček v některých směsích mohou být náročnější na vláhu (je potřeba zálivky během suchého období). Porost se zakládá a udržuje jako vysetý záhon, zemědělská plocha s letničkami. Porost může být snadno esteticky poškozen nepříznivými povětrnostními podmínkami. Jako plocha s letničkami by měl květnatý trávník z letniček být znovu každoročně vyséván. Důvodem je postupná ekologická sukcese stanoviště.
Jako záhon musí být rovněž užíván návštěvníky, tedy nikoliv jako porost kterým lze během květu procházet mimo udržované cesty. Takové použití naruší celistvost porostu. Nezřídka jsou používány nepůvodní druhy a jejich zahradní kultivary.
Příkladem takové směsi je kombinace druhů, jež obsahují i Eschscholzia californica, Dimorphotheca sinuata, Coreopsis tinctoria, Chrysanthemum segetum, Centaurea cyanus.

#### Trvalky
Výsev vytrvalých bylin je způsobem jak získat trvalý kvetoucí porost, který je prospěšný pro ekologickou stabilitu stanoviště a při údržbě pokosem 2 – 3x ročně není třeba dalších nákladů. Výhodou směsi trvalek jsou tedy nižší náklady, oproti jiným kombinacím, nezakládá se každoročně znovu a (podle složení porostu) působí dojmem přirozeného kvetoucího porostu. Trvalky přirozeně méně kvetou než letničky. Porost se zakládá a udržuje jako kulturní louka. Postupná ekologická sukcese stanoviště mění poměr druhů a složení louky na stanovišti.
Části porostu mohou být libovolně pokoseny a používány návštěvníky. Porostem lze během květu v omezené míře procházet i mimo takto udržované cesty, zejména v době po pokosu, aniž by byl narušen estetický dojem. Ve směsi (podle výrobce) bývají používány i nepůvodní druhy a jejich zahradní kultivary.
Mezi trvalky mohou být vmíseny i cibuloviny (česneky) nebo krátkověké trvalky (zvonky, náprstníky, oměj) které se na stanovišti šíří samovýsevem.
Příkladem směsi je kombinace druhů trvalek, jež obsahují i svízel syřišťový, chrpa čekánek, chrpa černá, kopretina bílá, třezalka tečkovaná, bukvice lékařská označená výrobcem jako 'Native meadow' (Přirozená louka).
Příkladem směsi s převážně zahradními druhy je kombinace druhů především pěstovaných okrasných trvalek, jež obsahují i druhy sléz pižmový,  len vytrvalý, chrpa čekánek, topolovka růžová, pažitka pobřežní, mavuň červená.

## Směsi osiv

### Jetelotravní směsi
Termín luční směs semenářské firmy používají pro směs vzrůstných travin vhodných pro pastviny a někdy jako označení pro směsi travin a jetelovin. Jako luční směs raná je tak prodávána směs semen převážně travních:
- Jílek vytrvalý Lolium perenne 13 %
- Kostřava luční Festuca pratensis 10 %
- Mezidruhový hybrid (JMxKR) B Festulolium 10 % (travina)
- Srha laločnatá Dactylis glomerata 49 %
- Jetel luční Trifolium pratense 5 %
- Jetel luční Trifolium pratense 5 %
- Jetel plazivý Trifolium repens 5 %
- Jetel zvrhlý Trifolium hybridum 3 %

Jetelotravní směsi lze považovat za velmi vhodnou jednoduchou a levnou variantu pro kvetoucí trávníky. Tyto směsi jsou však zaměřeny primárně pro tvorbu píce a tvoří rychle velké množství zelené hmoty. V některých kompozicích to není žádoucí.

### Směsi travin, letniček a trvalek
Druhově velmi bohatá je nabízená směs Krasohled obsahující 71 rostlinných druhů. Směs je doporučována především do lemů rodinných zahrad. Obsahuje 70 % travin a asi 16,8 % vytrvalých dvouděložných bylin a 11 % dvouděložných letniček, a jeteloviny (celkem 2,2 %). Je však třeba uvážit, že poměr velikosti semen zkresluje procentuální obsah semene v dané směsi, že ne všechny uvedené rostliny jsou vhodné pro každé stanoviště. Z jetelovin například úročník bolhoj preferuje suché vápenité půdy a vlčí bob zase vyžaduje kyselé a spíše vlhké. Mnohé zahradní trvalky a letničky nebudou dobře snášet husté porosty a při řídkém výsevu bude porost dost nevzhledný. Ačkoliv je samozřejmé, že většina druhů do druhého roku zajde, je v tak široké škále naděje, že některé druhy přežijí a možná se rozmnoží. Především je to pravděpodobné u travin. Výrobce navíc uvádí, že v roce výsevu vyrostou hlavně trávy a pouze kořínky lučních rostlin. Doporučený výsevek je 4–6 g/m².
Jinou firmou nabízená směs Česká květnice má poměr více než obrácený právě s ohledem na fakt, že traviny potlačují jiné druhy. Uvádí doporučený výsevek 2 g/m². Ačkoliv v nabídce směsi bývají obsaženy i atraktivní druhy je zřejmé, že je třeba uvážit naději na životaschopnost daného druhu na tom kterém stanovišti a podle toho vybírat směs z nabídek.
Podle některých názorů bývá vhodnější vybírat směs s méně druhy, jež budou vhodné pro dané podmínky, protože většina druhů nepřežije první rok.

### Získávání semen
Osivo lze získat nákupem, nejlépe u specializovaných výrobců, kteří připravují směsi semen vhodné pro určité prostředí a s určitými estetickými kvalitami. Semeno je často drobnější než travní a cena osiva je tedy vyšší. Semena lze rovněž získat z divokých porostů a luk, ale na některých lokalitách nebo u určitý druhů je sběr semen nelegální. Semeno získané sběrem je obvykle nejlépe okamžitě použít, u některých druhů se klíčivost skladováním zásadně snižuje.

## Vhodnost směsí podle lokality

### Mezofilní stanoviště
Podmínky mezofytního stanoviště jsou průměrně teplé, jde o většinu poloh od nížin po podhorské oblasti, které nejsou nadměrně vlhké ani suché. Používané druhy bylin:
bukvice lékařská, černohlávek obecný, čičorka pestrá, hvozdík kartouzek, hvozdík svazčitý, chrastavec rolní, chrpa luční, jestřábník okoličnatý, jetel horský, jetel luční, jetel zlatý, jitrocel kopinatý, jitrocel prostřední, kerblík lesní, kmín kořenný, kohoutek luční, kopretina bílá, krvavec menší, krvavec toten, len vytrvalý, lnice květel, lomikámen zrnatý, máchelka srstnatá, mochna přímá, mrkev obecná, pupava bezlodyžná, řebříček obecný, řepík lékařský, silenka dvoudomá, silenka nadmutá pravá, sléz pižmový, sléz velkokvětý, starček přímětník, svízel bílý, svízel syřišťový, šalvěj luční, štírovník růžkatý, šťovík kyselý, tolice dětelová, tužebník obecný , vičenec ligrus, vikev ptačí, zeměžluč okolíkatá, zvonek okrouhlolistý , zvonek řepkovitý, kozí brada východní.

### Vlhká louka
Vhlká louka je typově stanoviště s dostatkem nebo nadbytkem vláhy. Používané druhy bylin (vyjma travin):
bedrník větší, blatouch bahenní, blešník úplavičný, čertkus luční , česnek hranatý, divizna švábová, hladýš pruský, hrachor luční, jetel luční , jetel zvrhlý, kakost luční , kohoutek luční, kontryhel ostrolaločný, krvavec toten, kuklík potoční, kyprej vrbice, mochna norská, mydlice lékařská, ocún jesenní, olešník kmínolistý, pcháč šedý , pryskyřník prudký, rdesno hadí kořen, rozrazil dlouholistý, řebříček bertrám, sadec konopáč, silenka dvoudomá, starček vodní, svízel bílý, svízel Wirtgenův, šišák vroubkovaný, štírovník bažinný, štírovník tenkolistý, šťovík kyselý, upolín evropský, vrbina obecná, žluťucha lesklá, žluťucha orlíčkolistá,

### Suchá louka a stráň
Suché, obvykle slunné stanoviště nebo suchá stráň je stanoviště náročné pro většinu rostlin. Používané druhy bylin (vyjma travin):
čičorka pestrá Používané druhy bylin (vyjma travin):devaterník velkokvětý, dobromysl obecná, hadinec obecný, hlaváč bledožlutý, hořčík jestřábníkolistý, hvozdíček skalní , hvozdík kartouzek, hvozdík kropenatý, chrpa latnatá, chrpa luční, jestřábník chlupáček, jetel alpinský, jetel bledožlutý, kopretina bílá, kručinka barvířská , krvavec menší, lnice kručinkolistá, lomikámen zrnatý, mateřídouška vejčitá, mochna stříbrná , mrkev obecná, netřesk střešní , prasetník kořenatý, pryskyřník hliznatý, pupava obecná, rozrazil klasnatý, rýt žlutý, řebříček obecný, řebříček sličný, řepík lékařský, sesel roční , silenka nící , smolnička obecná, suchokvět roční svízel syříšťový, šalvěj luční, šalvěj přeslenitá, šedivka šedivá, štírovník růžkatý, tařice skalní, trávnička obecná, tužebník obecný, úročník bolhoj, zvonek okrouhlolistý.

## Zakládání a údržba
Údržba se odvíjí od složení směsi semen. Obecně lze doporučit prvním rokem pokos, jakmile výsev doroste výšky asi 20 cm. Louka kvete druhý rok po založení. Pokos má být proveden 1–3× ročně, lze zohlednit termín vysemenění u letničkových druhů. Jeden pokos do roka je doporučován na suchých lokalitách a u směsí s letničkami tvořícími semena.
Z květnaté louky je třeba odstraňovat nálety dřevin.
Květnatá louka není zakládána jako travní koberec. Není doporučeno dosévání trávníků semeny květnaté louky s tím, že mladé rostliny v konkurenci rychlerostoucích travin hynou.

### Příprava pozemku
Pozemek má být před výsevem připraven rotavátorem, lze jej však i porýt, avšak takové plochy jsou dlouho značně nerovné.
Pozemek by měl být bez nevhodných porostů. Jsou uváděny způsoby jak zbavit pozemek plevele:
- obdělávání – kultivace každé 2–3 týdny pokud to bude nutné, aby byly odstraněny veškeré nově klíčící plevele.
- pesticidy – poté co plevele vyrostou je prováděn postřik glyfosáty nebo jinými neselektivními herbicidy. Aplikace může mít vliv na výsev, je možné že bude třeba ji vícekrát opakovat.
- mulč – namulčování plastovou fólií minimálně 2 až 3 měsíce před výsadbou. Tato metoda může částečně pomoci, je vhodná na velmi malé plochy.

#### Herbicidy a jiné způsoby boje proti plevelům
I v rámci jediné, téže publikace, si autoři protiřečí. Zamítají použití herbicidů, považují jej za nemožné s tím, že chemické prostředky vyhubí některé druhy. V další kapitole popisují použití herbicidů, aplikaci na list štětcem. Obě dvě tvrzení platí (s výjimkou fráze „nepřipadá v úvahu“), důležitý je totiž způsob aplikace.
Je třeba si uvědomit, že některé druhy bylin mohou být citlivé na použití herbicidů, nebo na jejich rezidua. Použití herbicidů tak později než 3–6 měsíců před výsevem je rizikem a v tak dlouhém časovém rozmezí je pozemek obvykle beztoho zaplevelen znovu. Herbicid tedy lze použít výjimečně v případě některých opravdu nežádoucích plevelů na pozemku, jako je třeba bolševník velkolepý, štětcem nebo postřikem. Důležité také je, aby „lék nebyl horší než choroba“, mnohé druhy plevele lze akceptovat. Přesto někteří odborní poukazují na fakt, že některé plevele k prostředí, které jim vyhovuje významně poškozují estetické vlastnosti nebo vytlačují jiné druhy. 
Je vhodné si uvědomit, že některé plevele jsou jednak potravou pro housenky motýlů a další hmyz. Mezi nejvýznamnější takové plevele patří kopřiva dvoudomá. Také je vhodné uvážit, že mnohé plevele jsou nitrofilní rostliny a bez hnojení a v konkurenci lučních druhů, které vytváří souvislý porost, dlouhodobě nevydrží. Kopřivy tak v koutě u zdi lze ponechat s nadějí na několik otakárků, baboček nebo pestrých mandelinek.
Za nejvhodnější způsob boje proti nežádoucím plevelům lze považovat opakované zpracování půdy již před setím.

#### Citlivost bylin výsevu na rezidua pesticidů
V případě výsevu na navážce, především na zemědělské půdě, lze počítat s obsahem herbicidů proti klíčícím plevelům, reziduí herbicidů, které se rozkládají pomalu (Simazin, Gramoxon atp.) nebo herbicidů, které působí dlouhodobě (Adengo). Také je třeba počítat s obsahem plevelů, zejména jednoletých (pcháče, ohnice), případně vysemenělých kulturních druhů (vojtěška, řepka). V takovém případě je vhodné počkat až plevele vzejdou, pravidelně je kosit a po zpracování půdy výsevek provést další rok. A počítat s faktem, že některé citlivé druhy nevzejdou.

### Koncepce výsevu

#### Dosévání stávajících udržovaných trávníků
Jak tvrdí mnozí autoři publikací a návodů u výrobců směsí, dosévat stávající trávníky nelze. Ale lze dosévat části trávníku, kde je trávník poškozen plísní sněžnou, krtky, při stavebních a jiných úpravách a podobně. Podobně tak lze dosévat do trávníků, které jsou upraveny zpracováním půdy jako pásy trávníku a pásy zkultivované země. Je sice někdy doporučováno dosévat případně do trávníků, jež jsou velmi nízko pokoseny a prořezány, ale traviny zde mají přesto značný náskok ve vývoji a tento postup lze tak použít s nadějí jen u výsevku semen agresivnějších druhů (bobovité).

#### Dosazování stávajících udržovaných trávníků
Některé odborné publikace ale podávají návod jak z udržovaných trávníků vytvořit květnaté louky výsadbou předpěstovaných bylin do pokoseného trávníku . Je ovšem důležité přestat v trávníku používat herbicidy a nekosit louku po výsadbě než byliny zesílí. Pro snížení vility travních druhů lze vysadit poloparazitické byliny jako světlík, kokrhel nebo všivec Pedicularis palustris a P. sylvatica .

#### Ponechání plochy ladem
Půda ponechaná ladem prochází několika stádii vývoje, jejichž délka a během toho času se vyskytující druhy v porostu závisí na okolních podmínkách. Je li půda plná živin, půjde zpočátku především o nitrofilní rostliny jako je pelyněk černobýl, šťovík, kopřiva dvoudomá. Takové porosty jsou mnohdy obyvateli ČR považovány za nežádoucí a majitelé půdy jsou nuceni k údržbě ladem nechaných pozemků, jež jsou na rozdíl od polí zlátnoucí pšenice, nebo lánů řepky a kukuřice „neestetické“. V případě, že je půda opakovaně zásobována dusíkem (živiny jsou například splavovány na pozemek z polí), situace v dalších letech navíc vůbec nezmění. V jiném případě budou tyto druhy postupně nahrazeny druhy méně náročnými na živiny, zlatobýlem, diviznami, orlíčky, podle situace.
V situaci, že pozemek sousedí s loukou, budou se na ladem nechaném pozemku objevovat nejdříve luční druhy rostoucí v sousedství. Na mnoha místech ČR však není příroda již na druhy rostlin nijak bohatá a nelze se opravdu nadít široké palety květů (časté jsou violky, řebříček, pampeliška), což esteticky ale nemusí vždy vadit. Pokud pozemek sousedí s polem kukuřice, herbicidy používané při údržbě kukuřice a jejich úlety a pronikání půdou znemožní pěstování květnaté louky. Je pak nezbytné smířit se s pěstováním travnaté louky, na níž časem bude možné ponechat kvetoucí šípky, myrobalány, trnky, javory, jako útočiště pro ptáky, drobné savce a hmyz odolný proti pesticidům.

#### Dosázení louky
V mnoha případech je nejsnazším řešením, které brzy přináší uspokojivé výsledky, dosázení plochy prodávanými hrnkovými rostlinami. Při takovém způsobu je na vhodném pozemku větší naděje že se udrží a rozmnoží i náročnější druhy. Pokud nejde přímo o požadavek udržet zahradu v souladu s okolím v botanicky zajímavé lokalitě, nebo je dokonce preferována estetická kvalita, lze zvolit přímo jednotlivě vhodné druhy ve vhodném umístění. Vhodné druhy lze samozřejmě ovšem také předpěstovat z výsevů v nádobách.

### Technologie výsevu
Pro přípravu pozemku je odborníky doporučováno použití herbicidů, nejlépe přípravků, které se z větší části rozkládají v půdě, na bázi glyfosátu, například (Roundup), dostatečně dlouho před výsevem.
Po zpracování půdy, například zrotavátorováním a uhrabáním povrchu lze provést výsev. Výsev má být proveden na jaře (duben, květen) nebo na podzim (konec srpna, září, začátek října). Po výsevu následuje zasekání semene a zaválení. Vyseté semeno nelze pohrabat, ani jemně nebo přerušovaně (vznikají mezery, husté shluky), je třeba jej lehce zasekat hráběmi. Podle některých zdrojů není zalévání zaseté louky příliš účinné, někdy naopak dochází ke splavování semen. Je doporučeno soustavné jemné mlžení. Rychle vzcházející druhy mohou vytlačit pomaleji rostoucí a bujně vzrůstné slaběji vzrůstné. Mezi rychle vzcházející druhy patří jeteloviny, řebříček, jitrocel kopinatý, nebo kopretiny.
Většina druhů použitých ve výsevku během prvních několika let vyhyne. Výsev se neprovádí do stávajícího trávníku, v konkurenci travin trvalky, dvouletky a letničky obvykle nepřežijí. Termín výsevu je u směsi semen udávaný jako libovolný, ale nejvhodnější je výsev na jaře od března do dubna, nebo na podzim (neplatí u letniček). U letničkových směsí je třeba výsevu v předjaří nebo na jaře.
Letničkové směsi je třeba vysévat každoročně znovu.

### Samovýsev
Samovýsev většinou květnatost louky nezvýší, popisují některé publikace a nedoporučují ponechat louku déle nekosenou, aby rostliny vytvořily semena. V rozporu s tímto závěrem a zásadou, kterou jiné zdroje nepotvrzují je většina pokosů prováděna omezeně, na PP mozaikovitě, aby měly rostliny šanci se vysemenit a udržet se lépe na stanovišti.

### Hnojení a zálivka
Pozemek u květnatých luk nemá být vyhnojený a rostliny nemají být hnojeny ani přihnojovány ani během vegetace. Rovněž nemá být prováděna zálivka.  Ovšem u letničkových květnatých luk (z kulturních rostlin) může být vhodné nebo nezbytné provádět zálivku, především během suchého období. U květnatých luk založených na střešní zahradě je doporučeno instalovat stálou závlahu pro zálivku během suchého období.

### Kosení
Některé publikace doporučují pokos 3–5 cm nad povrchem půdy, ale v roce kdy byl proveden výsev je některými zdroji doporučena výška pokosu vyšší (5–10 cm).

#### Mechanizace
Je doporučováno kosení kosou, ale na větších plochách lze použít stroje se žací lištou, nebo bubnové sekačky. Některé publikace doporučují i kosení květnatých běžnými samosběrnými (rotačními) sekačkami nebo travními traktory.

#### Technologie
Za nejvhodnější způsob pokosu u květnatých luk (obecně), má-li být zachována druhová rozmanitost, je pokos po částech a postupně (v rozmezí týdnů), a každoročně vždy v jiný termín. Vhodný pokos je přitom považován za způsob, jak podpořit diverzitu bylin na stanovišti a zabránit zarůstání dřevinami. Jednou za rok, na podzim, se kosí letničkové louky. Je používán i jednodruhový výsev vlčích máků (jednoletá bylina), „Flanders Poppies“, které kvetou od jara do podzimu, ale takovou květnatou louku nelze kosit než až na podzim a není zřejmé jak taková louka prospívá životnímu prostředí a hmyzu.
Nebezpečné nálety plevelných dřevin je vhodné ničit mechanicky, ale u nebezpečných plevelů (křídlatka japonská) jsou používány herbicidy jako Roundup nebo Garlon.
Někteří autoři doporučují vypalování luk po vegetaci.

#### Termín
U motýlích luk, tedy lučních porostů pěstovaných pro hmyz, je doporučeno kosení jednou ročně, po částech. Je doporučeno také vybranou část louky nekosit. U běžných luk je doporučen první termín pokosu v červnu, druhý v červenci až srpnu a třetí v září. Poslední seč lze někdy vynechat.
Při „znovuoživení“ zanedbané louky je některými autory doporučováno kosit co nejčastěji a vyhrabovat, aby živořící rostliny pookřály, obnovila se pestrá druhová skladba a louka opět kvetla.
Je ovšem zcela zřejmé, že pokos v červnu neprospívá některým druhům hmyzu a rostlin a pokos nejen v červnu ale ještě i v červenci například spolehlivě zamezí vykvetení více druhům kruštíku a samozřejmě tvorbě nebo šíření jejich semen později. Pokos na chráněných lokalitách je proto třeba provádět jiným způsobem než plošně v červnu a červenci, jak to někdy bývá prováděno u květnaté louky. Především podle druhové skladby.
Je li první pokos prováděn už v dubnu, jak v některém případě je doporučován, dochází k oslabení a likvidaci i na jaře kvetoucích druhů (včetně druhů rodu koniklec, česneky, a další). Pokud není předem jasným záměrem pěstovat a upřednostnit touto technologií určité, nejlépe stávající kvetoucí druhy, je třeba zohlednit především stav porostu a druhovou skladbu.
Podle dostupných zdrojů změna termínů sečení podporuje druhovou pestrost. 

## Výhody
- vyšší estetická hodnota
- ekonomické výhody – omezení počtu sečí během vegetačního období na 1–3
- seno jako biomasa na palivo, stelivo nebo krmivo
- podpora biodiverzity v lokalitě

## Nevýhody
- proměnlivá druhová skladba nebo nutnost každoročního výsevu
- pylové alergie
- vyšší riziko hmyzem přenosných chorob (klíšťová encefalitida, Lymská borelióza)
- technologie údržby mohou být náročné na ruční práci a znalosti